# Nacionalni park Olympic
Nacionalni park Olympic je jedan od 58 nacionalnih parkova Sjedinjenih Američkih Država, smješten na poluotoku Olympic na zapadu američke savezne države Washington. Park je općepoznat po raznolikosti ekosustava. Tako se u njegovom središtu nalazi istoimeno gorje Olympic s ledenjačkim vrhovima i alpskim livadama, okruženo prostranom starom šumom s najboljim primjercima nedirnute kišne šume umjerenog pojasa pacifičkog sjeverozapada, i na koncu 100 km divlje morske obale koja je najdulja nedirnuta obala u SAD-u. 
S planina teče 11 većih rijeka, koje su najbolji dom za migracijske vrste riba u državi. U ovom području također obitavaju mnoge autohtone i endemske vrste biljaka i životinja, uključujući ugrožene vrste kao što su sjeverna pjegava sova (Strix occidentalis caurina), morska ptica Brachyramphus marmoratus i pastrva Salvelinus confluentus. Zbog toga je Nacionalni park Olympic upisan na UNESCO-ov popis mjesta svjetske baštine u Sjevernoj Americi 1981. godine.

## Povijest
Poluotok Olympic su stoljećima koristila razna plemena američkih Indijanaca kao lovno i ribolovno područje, ali i planinske pašnjake za napasanje stoke. Oni su uglavnom iskorijenjeni europskim bolestima i drugim pošastima prije dolaska zapadnjačkih kartografa, etnografa i poduzetnika u ovo područje.
Područje planine Mount Olympus je predsjednik Sjedinjenih Američkih Država Theodore Roosevelt 1909. godine proglasio za nacionalni spomenik prirode. Nakon dozvole američkog kongresa, predsjednik Franklin Roosevelt mu je odobrio status nacionalnog parka 29. lipnja 1938. godine. God. 1976. NP Olympic je postao i rezervat biosfere, nakon čega je postao i UNESCO-ova svjetska baština 1981. god. Ukupno 95% parka, tj. oko 3.500 km², je proglašeno za područje divljine.

## Odlike
NP Olympic je najniže područje na svijetu u kojemu nastaju ledenjaci. U gorju Olympic se nalazi oko 60 aktivnih ledenjaka između 1000 i 2000 m nadmorske visine.
Raznolika topografija (od morske obale do ledenjaka), izolacija i velike razlike u padalinama su stvorile kompleksne i raznolike ekosustave. Park se dijeli u dva dijela, planinska jezgra i priobalni pojas. U njima obitava veliki broj endemskih vrsta kao što su: olimpski svizac (Marmota olympus) i još četiri podvrste sisavaca, 2 podvrste pastrva i 12 vrsta biljaka.
U njemu se također nalaze i jako zanimljive geološke formacije, nastale sudarom dvije tektonske ploče koji su potisnuli lagani šejl, pješčenjak i bazalt u oblik čepa promjera 95 km. Njegove duboke doline i klanci su nastali zahvaljujući obilnim padalinama na zapadu formacije i oskudnim na istočnoj strani, dok su nabrani vrhovi i prelijepe kotline nastale kretanjem ledenjaka od vrhova ka obali. Tako su i stjenoviti otočići nadomak njegove obale ostaci trajnog procesa opadanja i promjene morske obale. 
Oko 80 km obalnog pojasa je prekriveno stjenovitim plažama, grebenjima i otočićima u kojima između snažnih valova buja život. Plimni bazeni su puni stotina različitih vrsta kralježnjaka kao što su: tuljani, morske vidre, i nekoliko vrsta kitova. Uglavnom, biološka evolucija, ekološka raznolikost i sama dojmljivost parka ga čini veoma posebnim mjestom. 
Najveća prijetnja parku je jedna od njegovih znamenitosti, planinska ovca. Naime, ove životinje nisu autohtone na ovom području, a dovedene su od 1925. – 29. kao lovna divljač, a danas čine ozbiljne štete njegovom ekosustavu. One su obrstile zeleni pokrivač u parku, čime su ubrzale eroziju i prouzrokovale gubitak raznolikosti bilja od kojega sada opstaju samo otpornije vrste. Zabilježeno je kako se planinske ovce hrane s najmenje tri endemske vrste biljaka u parku, što može naposljetku dovesti do njihova izumiranja.
- Mount Olympus
- Pješačka staza Hurrican Ridge
- Slap Sol Duc
- Velikolisni javor okovan u mahovinu u prašumi Hoh
- Cedar Creek i otok Abbey na plaži Ruby

## Ostali projekti
|  | Zajednički poslužitelj ima stranicu o temi Nacionalni park Olympic    |
|  | Zajednički poslužitelj ima još gradiva o temi Nacionalni park Olympic |